# Казанское ханство
Каза́нское ха́нство (Каза́нское ца́рство, Булгарский вилаят; тат. Казан ханлыгы, Qazan xanlığı, قزان خانلغی‎) — татарское феодальное государство в Среднем Поволжье, существовавшее с 1438 года по 1552 год.
Образовалось в процессе распада Золотой Орды на территории Булгарского улуса предположительно в результате захвата Казани в 1438 году золотоордынским ханом Улу-Мухаммедом. В 1552 году после взятия Казани царём Иваном Грозным Казанское ханство прекратило существование, а его территории присоединили к Русскому царству.

## Название
Официальным именованием в татарских источниках было Казанский вилаят и богохранимые пределы (буквально — вилайат Газан ва мамалике махруса), в русских — Казанское царство.

## История

### Основание
В 1437 г. бывший золотоордынский хан Улуг-Мухаммед потерпел поражение в междоусобной борьбе, уступив престол крымскому хану Сайид-Ахмаду I, бежал из Крыма и осенью откочевал на Волгу, где в следующем году захватил город Казань, изгнав оттуда хана Али-бея. Взяв Казань, Улуг-Мухаммед провозгласил себя независимым ханом, основав тем самым новое военно-феодальное государство. Рядом со Старой Казанью, неблагоустроенной и плохо укреплённой, новый хан выстроил Новую Казань, ставшую столицей нового ханства (по другим данным, Новая Казань была основана ещё в 1402 году Алтын-беком, а при Улуг-Мухаммеде существенно расширена и укреплена).
Со времён Бату в Булгарском улусе располагалась летняя ставка золотоордынских ханов. Это указывает на то, что Казанский юрт мог выступать новым центром государства, и Улуг-Мухаммед не терял надежду восстановить власть в Золотой орде.

### Взаимоотношения с Московским княжеством и внутренняя политика
При хане Улу-Мухаммеде и его сыне Махмуде казанцы совершали походы на русские земли, и уже в 1439 году хан Улу-Мухаммед подступил к Москве и осадил её, но через одиннадцать дней отступил, разграбив по пути Коломну и несколько других русских городов. В 1444 году хан напал на Нижегородское и Рязанское княжества, а в 1445 году разбил русские войска под Суздалем и захватил в плен великого князя Василия II, наложив дань на Московское княжество. Примерно с этого же времени имя Улу-Мухаммеда в источниках не упоминается.
В 1445 году хан Махмуд изгнал из Казани братьев Якуба и Касима, занял престол и правил до 1467 года. В период его правления установились мирные отношения с Москвой и оформилась административно-политическая структура Казанского ханства. Однако, в 1446 и 1448 годах хан Махмуд совершил походы против Московского княжества, добиваясь уплаты дани. Он предпринял походы на восток и северо-восток, которые закончились покорением Вятки, удмуртов и ряда других народов. При Махмуде восточные границы Казанского ханства достигли Урала.

После смерти Махмуда в 1467 году ханом стал его старший сын Халил, который поставил Казанское ханство перед угрозой сразу двух войн. Он порвал и яростно растоптал грамоту, присланную ему Иваном III, а также нагрубил ногайскому послу. Но уже через год хан скоропостижно скончался, и престол занял его брат Ибрагим, однако знать организовала против него заговор, и на престол был приглашен мещерский удельный князь Касим, дядя хана Ибрагима.
При поддержке великого князя московского Ивана III Касим предпринял поход на Казань, но был разбит в 1467 году. Русско-казанская война (1467—1469) завершилась заключением мира, состоялся обмен пленными.
В 1470-е гг. внутренне положение Казанское ханство укрепилось, оно начало расширять свои владения в Верхнее Прикамье и в Вятском крае (поход 1478 г. на город Хлынов). В ответ на действия хана Ибрагима Иван III двинулся на Казань и подошёл вплотную к её стенам. В итоге был заключён мир.

После смерти хана Ибрагима в 1479 году в Казанском ханстве началась междоусобная борьба, в которой победу одержал сын Ибрагима Ильхам, изгнавший своего брата Мухаммед-Амина, претендовавшего на престол. Последний, заручившись поддержкой Москвы, начал войну против Ильхама (поход 1482 года).
Предположительно в 1484—1485 гг. Мухаммед-Амин занял Казань, но вскоре был свергнут. В ответ на усиление власти Ильхама в 1487 году был организован поход русских войск на Казань, который закончился её взятием после долгой осады и низложением хана.
В период правления хана Мухаммед-Амина Казанское ханство фактически находилось под московским протекторатом и проводило единую с Москвой внешнюю политику, в частности, воевало против Большой Орды в 1493 году. Казанское ханство не было включено в состав Русского государства, так как это противоречило бы союзническим отношениям с Крымским ханством в тот период.

Хан Мухаммед-Амин ограничил власть дивана, что вызвало в 1495 году взрыв недовольства знати. В итоге он был изгнан с престола. Карачибеки Кул-Мухаммад, Урак, Садыр и Агиш возвели на престол сибирского царевича Мамука из рода Шибана. Но хан Мамук решил действовать методом террора, чем настроил против себя большинство казанцев. Поэтому когда хан отправился в поход против Арского княжества, часть казанских войск покинула его и вернулась в Казань, после чего карачибеки объявили хана Мамука низложенным и не впустили его внутрь. В 1496 году на ханский трон был посажен младший брат Мухаммед-Амина Абдул-Латиф, который до этого жил в Русском государстве. Он также пытался ограничить политическое влияние знати (в 1499 году подавил мятеж, возглавляемый карачибеком Ураком), что привело к конфликту с аристократами. В 1502 году улуг карачибек Кул-Мухаммад низложил Абдул-Латифа и при помощи русских послов добился возвращения в Казань хана Мухаммед-Амина, который вскоре подорвал политическое (казнь в 1502 году Кул-Мухаммада) и экономическое (изменения в системе землевладения) влияние крупной знати и усилил верховную власть.
В 1505—1507 гг. Мухаммед-Амин нанес два серьёзных поражения московским войскам под Казанью, заключил ряд мирных соглашений с Москвой (1507, 1508, 1512, 1516), восстановил равноправные и добрососедские отношения между Казанским ханством и Русским государством.

После смерти Мухаммед-Амина в декабре 1518 года диван во главе с улуг карачибеком Булатом Ширином в 1519 году возвел на казанский трон касимовского хана Шах-Али, обещавшего сохранить привилегии знати. Однако усиление влияния русских советников в ханстве и попытки ограничения власти карачибеков вызвали новый заговор знати и изгнание хана.
В 1521 году на казанский престол при поддержке своей матери, царицы Нур-Султан, был возведен крымский султан Сахиб-Гирей. В августе 1521 года силы хана совершили военный поход на нижегородские, муромские, клинские, мещёрские и владимирские земли и соединились с войском крымского хана Мехмеда Гирея у Коломны. После чего осадили Москву и вынудили великого князя московского Василия III к подписанию мирного договора. В итоге Русское государство было вынуждено платить дань Казанскому ханству.
В 1523 году Сахиб-Гирей вновь начал войну с Москвой и Астраханью, однако не смог достичь успеха. Опасаясь нового нападения, Сахиб-Гирей отправил к своему брату, крымскому хану Саадет Гирею, посла, прося прислать в Казань пушки, пищали и янычар, но тот отказался помогать своему младшему брату. Тогда весной 1524 года Сахиб-Гирей обратился за помощью к турецкому султану Сулейману, объявив, что признаёт себя вассалом Османской империи, но и тот не прислал помощь.

Весной 1524 года князь Василий III организовал новый большой поход на Казанское ханство. При подходе к Казани русского 150-тысячного войска, Сахиб-Гирей бежал из Казани в Крым, оставив в столице своего 13-летнего племянника Сафа-Гирея. При поддержке знати (Булат Ширин, эмир Атуч (Отуч), аталык Талыш и др.) он организовал отпор русской армии, в 1526—1528 гг. заключил мир с Москвой. Признал Казанское ханство вассалом Османской империи.
В 1530 году русское правительство разорвало мирный договор и начало поход на Казань. Однако казанцы, при помощи войск ногайцев и астраханцев, нанесли поражение русским полкам.

Новое усиление власти хана привело к мятежу знати, опиравшейся на поддержку Москвы. В 1531 году Сафа-Гирей был изгнан, его сторонники казнены. Промосковски настроенный диван во главе с ханбике Гаухаршад, Булатом Ширином и мурзой Кичи-Али в 1531 году пригласил на казанский трон касимовского хана Джан-Али, однако реальная власть оказалась у Гаухаршад, назначенной при нём регентом. Вскоре с согласия московского правительства хан женился на Сююмбике - дочери ногайского мурзы Юсуфа. Женитьба упраздняла регентство Гаухаршад, так как свидетельствовала о совершеннолетии Джан-Али.
После смерти великого князя московского Василия III в 1533 году влияние Москвы в Казанском ханстве резко ослабело, что вызвало мятеж знати против политики хана и его окружения. Булат Ширин и Гаухаршад свергли в 1535 году хана Джан-Али, на престол вновь был возведен Сафа-Гирей, который после смерти Джан-Али взял в жены Сююмбике.
Пользуясь междоусобной борьбой в Москве, хан Сафа-Гирей организовал успешный поход на Русское государство (1536—1537). По мере усиления его власти возрастало недовольство аристократии, которая вела переговоры с Москвой о смене правителя в ханстве в 1541 и 1545 гг. В ответ на это хан Сафа-Гирей казнил часть знатных казанцев, и тем самым противопоставил себя казанской знати; был свергнут в 1545 году в результате нового заговора (во главе с Чурой Нарыковым, сейидом Беюрганом и беком Кадышем).
Заговорщики вновь пригласили на престол хана Шах-Али. Между тем Сафа-Гирей бежал к своему тестю, ногайскому бию Юсуфу, после чего, получив у него войско, в 1546 году вернулся в Казань и сверг хана Шах-Али.
После этого хан Сафа-Гирей казнил своих противников — Чуру Нарыкова, Кадыша и др. — и привёл к власти крымских и ногайских беков.
После смерти Сафа-Гирея в марте 1549 года власть перешла к Утямыш-Гирею, его малолетнему сыну от Сююмбике. Она стала регентшей при сыне и опиралась на поддержку крымской гвардии во главе с огланом Кошчаком.
Всего только в период с 1521 по 1545 гг., согласно летописям, казанские ханы совершили около сорока походов на русские земли, в основном в районы близ Нижнего Новгорода, Вятки, Владимира, Костромы, Галича и Мурома. В некоторые годы таких походов было несколько — от двух до четырёх.

#### Завоевание Россией
Пользуясь расколом среди казанской знати и ослаблением ханской власти, московское правительство начало Казанские походы 1545—1551 гг.
После неудачных прямых военных походов царя Ивана IV на Казань в 1551 году в устье реки Свияга на подступах к городу была возведена крепость Свияжск, что способствовало переходу на сторону царя населения Горной стороны, недовольного засильем крымцев. Правительство Сююмбике оказалось в изоляции. Она с сыном попыталась бежать в Ногайскую Орду, но была схвачена. Кошчак и его люди были казнены, Сююмбике и Утямыш-Гирей отправлены в Москву.
В 1551 году при поддержке казанской аристократии: оглана — Худай-Кула, карачибека Нур-Али, Кул Шарифа, эмира Бейбарса (сына Раста) и др. — на престол Казанского ханства вновь взошёл Шах-Али.
Решение хана о передаче Русскому царству Горной стороны вызвало недовольство знати. Большой курултай 14 (24) сентября 1551 года потребовал от хана вернуть её. Шах-Али не пожелал выполнить это требование и, пользуясь поддержкой русского гарнизона, начал репрессии против знати (были убиты сыновья эмира Раста и ещё 70 беков).

После низложения в 1552 году хана Шах-Али казанцы выбрали посольство для принятия присяги царю Ивану IV. Это вызвало резкое недовольство части аристократии и населения Казанского ханства, чем воспользовались беки Ислам бей, Кебек и Аликей (сыновья Нарыка), поднявшие восстание против русских. 10 марта 1552 г. казанское правительство возглавил бек Чапкын Отучев, сорвавший вышеупомянутые переговоры. После этого казанцы уничтожили гарнизон и начали войну с Русским царством, пригласив на престол астраханского султана Ядыгар-Мухаммада.

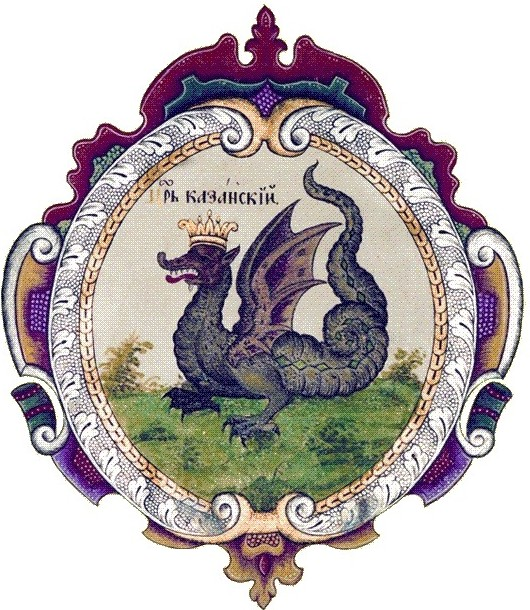
Печать Казанского приказа из царского титулярника 1672 года.

В 1552 году был снаряжен большой поход русских войск на Казань. После 49-дневной осады городские стены были взорваны заложенным в тайно сделанных подкопах порохом, и 2 (13) октября 1552 года Казань была взята штурмом, значительная часть населения перебита, а сам город сгорел. Казанский хан был схвачен и увезен в Москву.
В «Казанском летописце» говорится о том, что, одержав победу над Казанью, царь Иван IV распорядился «взяти в свою ризницу сокровища же царьская [то есть ханские]… венец царьский, и жезл, и знамя казанских царей, и прочая царьская орудия» (ПСРЛ, т. 19, стлб. 467). Но из этой фразы летописца следует, что трофеи были символами ханской власти, и считать их символами государства неправомерно.
Достоверных сведений о судьбе названных атрибутов ханской власти не сохранилось, не дошли до наших дней и описания ханского знамени. Исходя из сообщений в частных родословцах XVII-го века, можно предположить, что символы ханской власти были взяты в Москву. Известно, что в том же, 1552 году, в Казань Государем был послан собирать ясак сын боярский Яков Остафьев.
Можно также предполагать, что знамёна выполнялись из шёлковых тканей, тафты или камки, а края полотнища обшивались бахромой (чук). Вероятно, были и нашивки изображений, и надписи-изречения. Естественно, что при отсутствии достоверных свидетельств желание разгадать «тайну» ханского знамени и в целом атрибутики ханской власти вызывает и будет вызывать в последующем всевозможные предположения и споры.
Казанское ханство прекратило своё существование, и Среднее Поволжье в значительной своей части было присоединено к Русскому царству. В память о Взятии Казани и победе над Казанским ханством по приказу царя Ивана IV был построен храм Василия Блаженного (Покрова-на-Рву) на Красной площади в Москве.

Казанское ханство стало частью Русского царства, русский царь получил титул «Царь Казанский». После взятия Казани и до территориально-государственной реформы Петра I 1708 года, территория завоёванного Казанского ханства входила в состав Казанского уезда. Административно управлялась т. н. приказом Казанского дворца в Москве. Также созданная Казанская архиепископия сразу была назначена третьей по важности в Русской Православной Церкви.
Однако население Казанского ханства не смирилось с потерей своей государственности и развернуло упорное сопротивление захватчикам в 1552—1556 гг. К 1557 году последние очаги сопротивления были подавлены, Казанское ханство окончательно перестало существовать, а его территория вошла в состав Русского государства и была передана в ведение Приказа Казанского дворца.
Тягу коренных народов к свободе сразу подавить не удалось, и они несколько раз (1572—1573, 1581—1584) пытались восстановить свое государство.

## Территория ханства
Казанское ханство обособилось на территории Булгарского улуса (бывшая территория Волжской Булгарии). В период своего расцвета (во второй половине XV в.) территория Казанского ханства существенно превышала размеры Волжской Булгарии и приблизительно достигала 700 тыс. квадратных километров.
Ханство занимало среднее течение Волги и почти весь бассейн Камы. На востоке ханство граничило с Ногайской Ордой так, что в состав последней входила почти вся Башкирия (в её современных границах), на западе его границы доходили до бассейна реки Сура, на севере — до Вятки и Пермской земли, а на юго-западе — по мнению одних исследователей, почти до современного Саратова, по мнению же других (Похлёбкин В. В.), достигали современного Волгограда. Таким образом, Казанское ханство, помимо Волжской Булгарии, включало в себя земли удмуртов, марийцев, частично башкир, мордвы и мещеры.

## Административное устройство

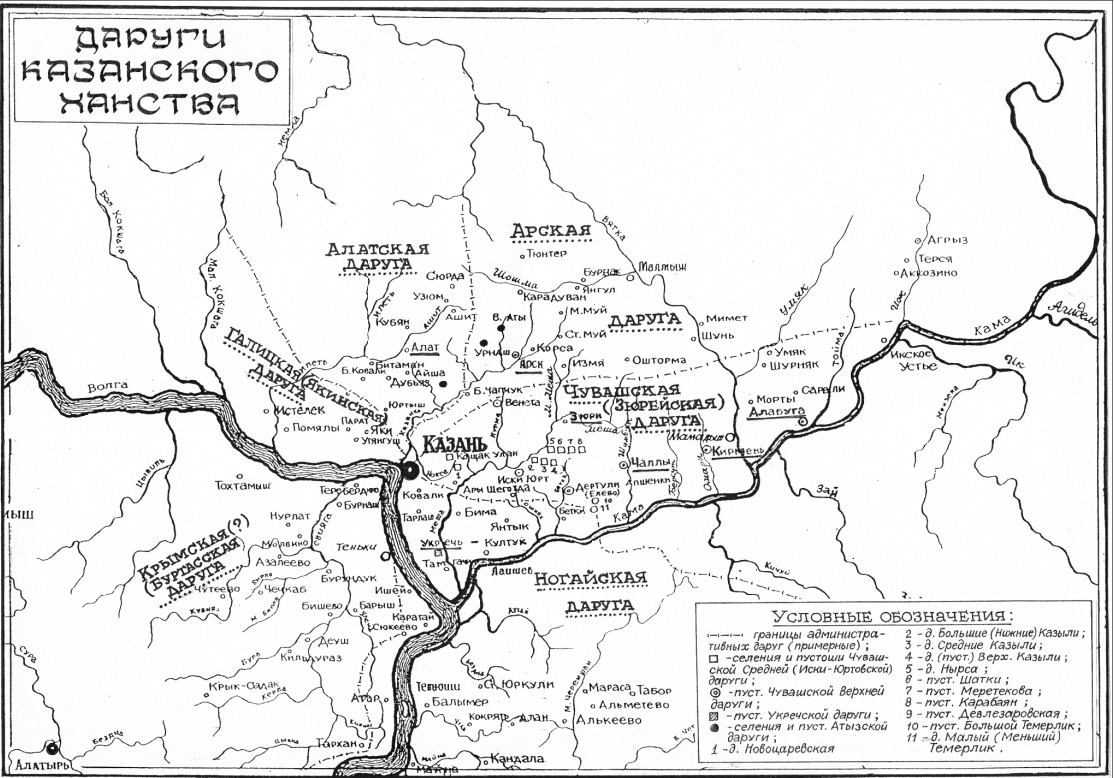
Даруги Казанского ханства

Казанское ханство делилось по географическому и этносоциальному принципам на 4 западные стороны (Арскую, Горную, Луговую и Побережную) и 6 восточных земель (Башкирскую, Беловолжскую, Вотякскую, Камскую, Остякскую и Сылвинскую), а административно-политически — на центральный ханский домен («Болгарский вилаят» / «Болгарской царев юрт») и несколько даруг (округов) Алатскую, Арскую, Атрячскую (Окречскую), Атызскую, Галицкую (Якийскую), Крымскую (Буртасскую), Ногайскую, Чувашскую (Зюрейскую), включавшую в себя Чувашскую Верхнюю и Чувашскую Среднюю (Иски-Юртовскую), и др. Даруги делились на улусы, объединявшие земли нескольких поселений.
Крупными городами были Казань, Алат, Арча, Болгар, Кашан, Иске-Казань, Зюри (ныне Старые Зюри Тюлячинского района) и Лаеш.

## Население

### Этнический состав
Население ханства было полиэтничным, и состояло из следующих народов: казанских татар («казанлылар», «казанстии татары»), чувашей (ок. 200 тыс. чел.), марийцев (черемисы), мордвы, удмуртов (ары) и башкир. В Казани со времён Золотой Орды и до завоевания Россией существовала заметная община армяно-кыпчаков. Основное население чаще всего называло себя казанлы либо по религиозному признаку — мусульмане. Общая численность населения — около 400 тысяч человек, в середине XVI века составляло около 450 тысяч человек
Основное население в связи с установлением на ханском престоле татарской династии ханов Золотой Орды постепенно приобретает название «татары».
В башкирские земли ханы периодически посылали своих наместников, хотя их власть ограничивалась лишь сбором ясака. Помимо этого, башкиры обязаны были также служить в ханском войске.
Значительно более сильной ханская власть была в удмуртских землях, где располагались владения многочисленных представителей казанской знати. Центром, из которого шло управление удмуртскими землями, был Арский городок, в котором сидела ханская аристократия.
Чуваши жили преимущественно в окрестностях реки Свияги. В чувашских землях также имелись владения татарской знати, однако власть хана там была менее прочной. Большая часть населения региона лишь выплачивала налог (ясак), который зачастую собирали представители местной знати, часть служила в армии. Во главе центров расселения чувашей стояли так называемые «сотенные князи» (çĕрпÿ), отвечавшие за сбор ясака и набор воинов в ханское войско в случае войны или похода, на месте Чебоксар с золотоордынского времени и до основания русской крепости существовал крупный ремесленный город.
Этнический состав оказал влияние на язык татар — к первоначальной кыпчакской основе примешалось множество мокшанских, марийских, удмуртских, тюркско-булгарских, позже — чувашских лингвистических элементов.

### Социальный состав

#### Привилегированные сословия
В казанском обществе наиболее привилегированные сословия составляли знать и духовенство. Важнейшие особы, входившие в состав Дивана («карачи») и эмиры (владетельные князья) обладали наибольшими богатствами и влиянием. Титул карачи принадлежал главам четырёх знатнейших татарских родов — Ширин, Барын, Аргын и Кипчак, и передавался по наследству. Карачи по своему положению были ближайшими советниками и фактическими соправителями казанского хана.
В трудах крымского историка Сеида-Мухаммеда Ризы эти два термина (карачи и эмиры) отождествляются. Эмиры, будучи выходцами из знатнейших родов феодальной аристократии, были крайне немногочисленны. У казанских аристократов титул отца передавался лишь к старшему сыну. Остальными группами казанской знати были беки, мурзы и инородческие князья. Беки стояли на ступень ниже эмиров в социальной структуре казанского общества. Младшими сыновьями беков были мурзы (стяжение от арабо-персидского «эми́р-задэ́», букв. — «княжий сын»). Среди инородческих князей наиболее сильные позиции занимали так называемые «князья Арские». В ханстве было много чувашских, вотских и черемисских князей.
Привилегированное положение занимали также представители мусульманского духовенства. Духовный глава — сейид — играл важную роль в управлении государством. Хан должен был учитывать его советы, а иногда и прямые указания, глава государства пешим выходил встречать едущего на коне сейида, а в официальных документах имя сейида указывалось перед именем хана.
Привилегированная группа лиц, владевших земельными участками и освобождённых от податей и повинностей, называлась тарханами. К числу представителей военного сословия принадлежали огланы и казаки. Огланы были командирами конных подразделений и имели право участвовать в курултае. Казаки были простыми воинами. Иногда встречается их подразделение на «дворных» (служивших в столице) и «задворных» (служивших в провинции). Особым привилегированным статусом обладало многочисленное и хорошо организованное чиновничество.

#### Податное сословие
К числу представителей податного непривилегированного сословия относились простые городские и сельские жители: торговцы, ремесленники, вольнонаёмные работники, крестьяне. В ярлыке Сахиб-Гирея упоминается 13 видов налогов и податей, которые должны были платить эти группы населения, но от которых были освобождены тарханы: ясак (10 % подоходный налог, клан (оброк), салыг, кулуш, култыка, бач, харадж хараджат (торговый налог), сала-хараджи (деревенский налог), ерь-хылясы (земельный налог), тютыньсяны (подать с трубы), сусун (продовольствие), гулюфэ (фураж), постой. Также известно существование и других податей — тамга (пошлина на товары), весовой сбор и прочие.

#### Зависимые крестьяне и рабы
Наделы землевладельцев обрабатывались зависимыми крестьянами («киши»). Также для обработки земли помещики привлекали рабов-военнопленных, которых закрепляли за поместьями. По сообщениям С. Герберштейна, по истечении 6 лет такой раб становился свободным, но не имел права покидать территорию государства.

## Управление
Главой государства был хан-чингизид. Его ближайшие советники (эмиры) были командующими войсками. Совет (Диван), в котором заседали советники-«карачи», формально ограничивал власть хана. Зачастую ханы оказывались лишь игрушками в руках враждующих партий татарской знати. Диван был законосовещательным органом. Должность «карачей» была наследственной. Высшие посты были наследственными, пожизненными и несменяемыми. Это создавало определённую негибкость государственной машины, что в конечном итоге приводило к её слабости. Аристократический строй в Казанском ханстве принял ярко выраженные консервативные формы.
Высшим законодательным и учредительным органом был курултай, созывавшийся в исключительных обстоятельствах. На нём в полном составе присутствовали представители трёх важнейших слоёв населения ханства: духовенства, войска и земледельцев. В русских источниках этот курултай получил характерное название «Вся земля Казанская».
Правящая элита состояла из представителей ордынской знати. Ниже по социальному положению стояли беки и мурзы — правители отдельных «улусов». Они были выходцами из местной или ордынской знати, а позднее также Крымского ханства и Ногайской Орды. Ещё ниже стояли огланы — командиры конных отрядов, командовавшие простыми воинами-«казаками». «Казаки», в отличие от более крупных землевладельцев — эмиров, беков и огланов, — имели лишь небольшие участки земли, которые они обрабатывали самостоятельно. Крупные, а иногда и мелкие владения освобождались от налогов. Главным видом феодального владения в ханстве был «сююргал» — участок земли, выдававшийся владельцу при условии несения службы и не передававшийся по наследству. Несмотря на это, фактически многие владения ханства были наследственными, хотя хан по смерти хозяина имел право передать владение другому лицу. Мусульманское духовенство также играло большую роль в политической жизни ханства и обладало огромным влиянием. Духовенство также располагало крупным имуществом и землями. Для сбора дани-ясака казанское правительство использовало созданную ещё монголами сотенно-десятинную организацию.
Для управления таким государством, как Казанское ханство, правительству требовался обширный штат чиновников. Чиновническая система здесь была унаследована татарами от монгольского государства. Во всех населённых пунктах или областях имелись лица, отвечавшие за сбор налогов и податей в пользу хана. На территории ханства располагались многочисленные заставы и таможни. С помощью писцов регулярно проводилась перепись населения ханства.

## Экономика
Основную территорию ханства населяло оседлое население, унаследовавшее традиции земледелия со времён существования Волжской Булгарии. В ханстве получило распространение паровое земледелие. Пахари в хозяйстве использовали деревянный плуг с металлическим лемехом. Жители ханства выращивали рожь, полбу, ячмень и овёс. Земледелие было основным занятием не только татарского населения, но также чувашей и финно-угорских народов (марийцы, удмурты, мордва). Земледелие имело экстенсивный характер. Сельскохозяйственное землевладение основывалось на наследственном имуществе. В лесной зоне, помимо остальных промыслов, получили распространение охота и бортничество. Жители лесной зоны жили в немногочисленных укреплённых поселениях. Власть хана там ограничивалась лишь сбором ясака, осуществлявшимся местными властями. Имения хана и знати были расположены в земледельческих регионах. Помимо татар и чувашей, в ханском хозяйстве трудились и русские пленные. Что касается промыслового хозяйства, то её главными отраслями были охота и рыболовство. В лесах имелись благоприятные условия для развития пчеловодства. Кожевенное дело играло важнейшую роль среди отраслей ремесленного производства.
Другим важнейшим занятием жителей ханства была торговля, чему немало способствовало удачное географическое положение ханства. Поволжье с древних времён было одним из центров торгового обмена. Поволжские города выступали посредниками в международном товарообмене. Внешняя торговля в ханстве преобладала над внутренней. Центром внешней торговли была столица ханства — Казань. Государство имело тесные и прочные торговые связи с Русским царством, Персией и Туркестаном. Городское население занималось созданием изделий из глины, рукоделий из дерева и металла, кожи, брони, плуг и драгоценностей; производилась активная торговля людьми из Центральной Азии, Кавказа и России. Особое место в ханстве занимала работорговля. Объектом этой торговли выступали в основном пленные, захваченные во время набегов, в частности, женщины, продававшиеся в гаремы стран Востока. Главными рынками были Ташаяк Базар в Казани и ярмарка на крупном острове на Волге напротив казанского кремля, впоследствии получившем название Маркиз (в настоящее время, в связи с созданием водохранилища, затоплен). Целый ряд ремёсел в Казанском ханстве также сильно зависел от наличия большого числа рабов (в основном — христиан). Инородческое население окраин не было вовлечено в товарообмен, так как в этой среде господствовало исключительно натуральное хозяйство. Жители окраин не торговали, а даром отдавали в виде дани продукты, произведённые или добытые ими. Татарское земледельческое население, в отличие от населения окраин, было вовлечено в товарообмен.

## Религия

Художник Ф. Г. Халиков. Последний бой у мечети Кул-Шариф

Ислам суннитского толка был господствующей религией в Казанском ханстве. Главой мусульманского духовенства был сеид — высшее должностное лицо, являвшийся потомком пророка Мухаммеда. Сеидов могло быть несколько, в то время как глава духовенства был только один. После хана глава духовенства был главным должностным лицом государства. Одним из самых известных сеидов был имам Кул Шариф, погибший со своими учениками в бою во время штурма Казани русскими войсками в 1552 году. Среди лиц духовного звания в ханстве были шейхи (проповедники ислама), муллы, имамы (духовные лица, совершавшие богослужения в мечетях), дервиши (монахи), хаджи (люди, совершившие паломничество в Мекку), хафизы (профессиональные чтецы, знающие Коран наизусть), а также данишменды (учителя). Помимо этого, были также шейх-заде и мулла-заде — ученики и сыновья шейхов и мулл. Духовенство, помимо всего прочего, занималось также просвещением населения.
В ханстве также получил распространение суфизм, занесённый в страну из Туркестана. Одним из принципов религиозной политики Казанского ханства была веротерпимость, которая обуславливалась законом Ислама «нет принуждения в религии» (Сура «Бакара», аят 256), многоконфессиональным характером торгово-ремесленного населения, а также традициями Волжской Булгарии.

## Вооружённые силы

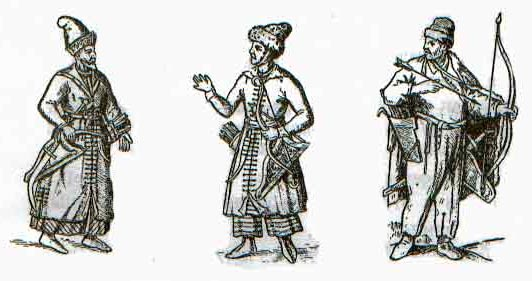
Воины Казанского ханства

Во время войн с Русью казанцы ограничивались лишь нападениями на пограничные русские города, тем не менее им не раз получалось развить успешное наступление и вторгнуться во внутренние области Московского государства. Основным родом войск была многочисленная конница. Пехотные подразделения были малочисленны. Казанцы не располагали многочисленной артиллерией. Основную массу конницы составляли дружины удельных князей, призывавшиеся в случае необходимости. Тактика казанских воинов сводилась к манёвренным и быстрым ударам конницы. Периодически совершались набеги в соседние западные области, находившиеся под властью московских князей, для взятия в полон (рабов), нападения на поместья и т. п. Столица ханства была первоклассной крепостью, защищённой артиллерией.

## Культура
В Казанском ханстве, прежде всего в его столице, широкое развитие получили строительное дело и архитектура, в том числе и монументальная. Это подтверждается сообщениями очевидцев, данными писцовых книг середины XVI века, некоторыми выдающимися архитектурными памятниками, сохранившимися на территории Казанского кремля, в частности здание бывшей мечети Нурали, а также обнаруженными при археологических исследованиях фундаментами тогдашних строений.
Массовым видом ремесла, доведённого до уровня искусства, была резьба по камню.
Самого высокого уровня развития достигло ювелирное искусство, изготовление различных украшений из благородных металлов в сочетании с самоцветами.
Широкую распространённость получила в Казанском ханстве письменность на основе арабской графики, появившаяся в крае ещё в начальный период Волжской Булгарии и явившаяся основой грамоты в Золотой Орде. Обучались, как и прежде, в мектебе и медресе; вероятно существование медресе и высшего типа, например, известное медресе Кул Шерифа. Грамотность среди населения ханства имела достаточно широкое распространение.
В Казанском ханстве была широко известна восточная поэзия. В Казанском ханстве появились и свои поэты, среди них: Мухаммед-Амин (он же хан, конец XV — начало XVI веков), Мухамедьяр, Умми Камал, Гариф-бек, Максуди, Кул Шариф (он же известный казанский сейид, первая половина XVI века). В Казани было много других придворных и народных поэтов. Вершиной поэтического наследия Казанского ханства является творчество Мухамедьяра, который в своих поэмах «Тухваи-мардан» («Дар мужей» — 1539 год) и «Нуры-содур» («Свет сердец» — 1542) проповедует доброту и справедливость, верное служение народу.

## Ханы Казани

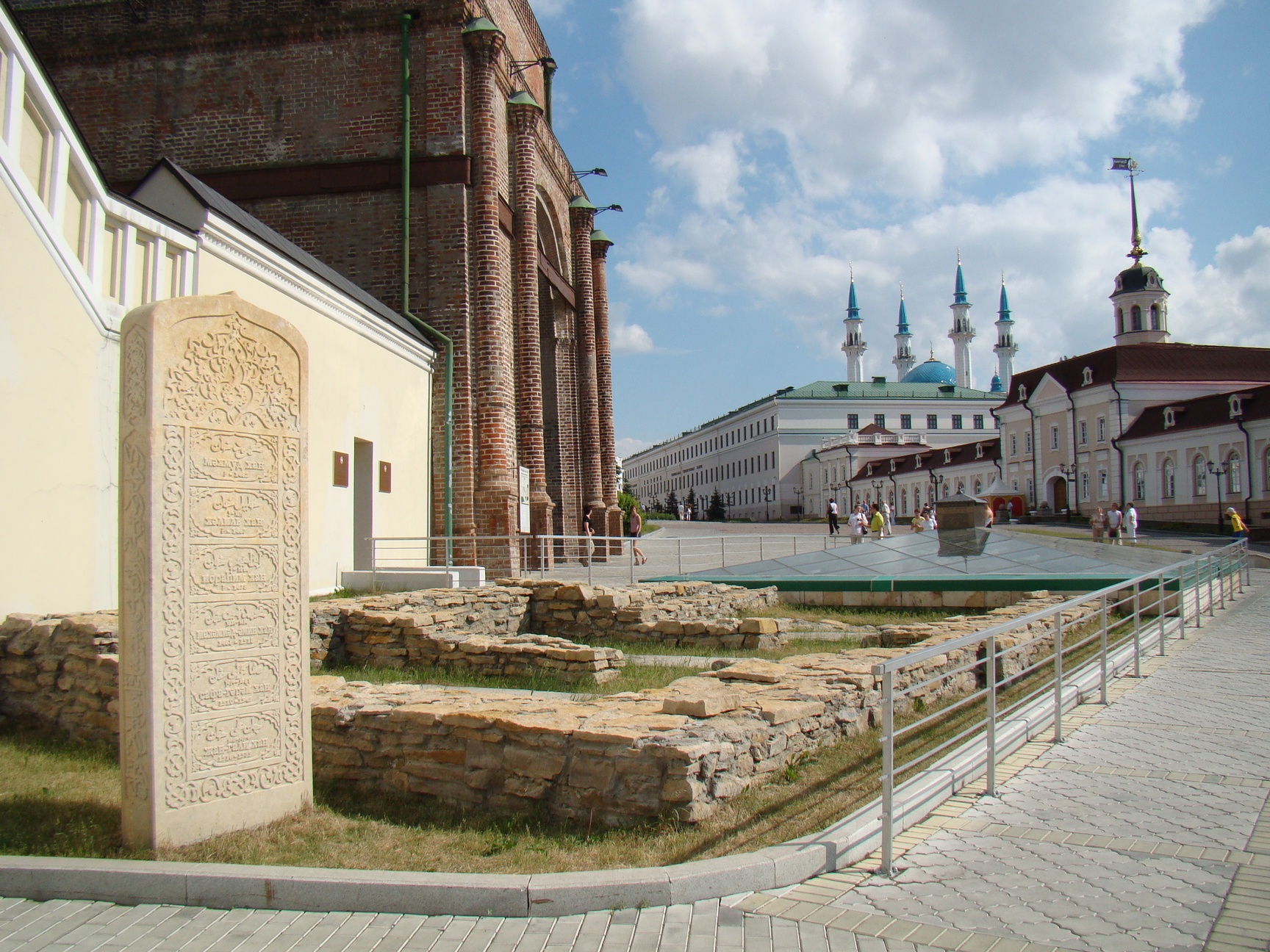
Захоронения казанских ханов

- Улу-Мухаммед хан, сын Ичкиле Хасан-оглана (1438—1445), бывший хан Золотой орды.
- Махмуд хан, сын Улу-Мухаммед хана (1445—1466).
- Халиль хан, сын Махмуд хана (1466—1467).
- Ибрагим хан, сын Махмуд хана (1467—1479).
- Ильхам хан, сын Ибрагим хана (1479—1484, 1485—1487).
- Мухаммед-Амин хан, сын Ибрагим хана (1484—1485, 1487—1496, 1502—1518).
- Мамук (Тюменский) хан (1496—1497).
- Абдул-Латиф хан, сын Ибрагим хана (1497—1502).
- Шах-Али хан, сын касимовского Шейх-Аулияр султана (1519—1521, 1546, 1551—1552).
- Сахиб-Гирей хан, сын крымского хана Менгли-Гирея (1521—1524).
- Сафа-Гирей хан, сын крымского хана Саадет-Гирея (1524—1531, 1536—1546, 1546—1549).
- Джан-Али хан, сын Шейх-Аулияр султана (1532—1535).
- Утямыш-Гирей хан, сын Сафа-Гирей хана (1549—1551).
- Ядыгар-Мухаммед хан, сын астраханского хана Касима (1552).
- Али-Акрам хан (Ногайская династия) (1553—1556).